# 马丁内斯 (加利福尼亚州)
马丁内斯（英語：Martinez），是美国加利福尼亚州舊金山灣區東部康特拉科斯塔县內的一个市，也是該郡的首府。市政府建制于1876年4月1日。城市面积约为31.4平方公里，根据2010年美国人口普查，馬丁尼茲有人口3萬5824人，值得注意的是市中心保有許多古蹟。馬丁尼茲位於屬舊金山灣內灣的卡奇尼茲海峽（Carquinez Strait）南岸，與北岸的貝尼夏相眺。